# Chelyabinsk (tỉnh)

Chelyabinsk Oblast (tiếng Nga: Челя́бинская о́бласть, Chelyabinskaya oblast) là một chủ thể liên bang của Liên bang Nga (một tỉnh) nằm ở sườn đông của dãy núi Ural, trong phần lãnh thổ châu Á của Nga.. Trung tâm hành chính là Chelyabinsk. Dân số: 3.603.339 (điều tra 2002), 3.623.732 (điều tra 1989), 3.476.217 người (2010).
Phía bắc giáp tỉnh Sverdlovsk, phía nam giáp tỉnh Orenburg, phía đông giáp tỉnh Kurgan và tỉnh Kostanay của Kazakhstan, phía tây giáp nước cộng hòa tự trị Bashkortostan.

## Dân tộc
Theo điều tra dân số năm 2010, tỉnh có cơ cấu dân tộc như sau:
- 2.829.899 người Nga (83,8%);
- 180.913 người Tatar (5,4%);
- 162.513 người Bashkir (4,8%);
- 50.081 người Ukraina (1,5%);
- 35.297 người Kazakh (1.00%);
- 18.687 người Đức (0,5%);
- 13.035 người Belarus (0.4%);
- 12.147 người Mordvin (0.2%);
- 9.311 người Armenia (0.3%);
- 65.190 dân tộc khác (1,6);
- 99.144 người đăng ký ở các cơ sở dữ liệu hành chính và không thể công bố dân tộc. Người ta ước tính rằng tỷ lệ dân tộc trong nhóm này cũng như cơ cấu của nhóm được công bố trên đây.[15]
- Sinh (2011): 47.300 (13,6 trên 1000)
- Chết (2011): 49.469 (14,2 trên 1000)

Nguồn:

## Kinh tế
Tỉnh Chelyabinsk có dự trữ vàng đáng kể dưới mặt đất, tập trung trong quặng trong sa khoáng. Trữ lượng vàng được kết hợp với đá móng và trữ lượng sông ngòi. Trữ lượng ước tính khoảng 500 tấn quặng vàng và 40 tấn vàng sa khoáng. Khoáng sản không kim loại quan trọng nhất trong khu vực là trữ lượng than chì, talc, cao lanh, và chất khoáng (đá nguyên liệu), barit, phosphorít, và glauconite (nguyên liệu hoá); magnesit, thạch anh, fluxing đá vôi, lò dolomite (nguyên liệu luyện kim))..
Việc phát hiện ra các mỏ khoáng sản tại các thời điểm khác nhau đã dẫn đến việc xây dựng một số lượng lớn các cơ sở chế biến. Hơn 150 công ty trong khu vực có liên quan đến hoạt động khoáng sản và chế biến các nguyên liệu thô. Nổi tiếng nhất trong số này là Xưởng sắt thép Magnitogorsk.

## Liên kết
- Reddatabook of Chelyabinsk Oblast Lưu trữ ngày 31 tháng 10 năm 2007 tại Wayback Machine
- Official Chelyabinsk Oblast news (tiếng Nga)